# Plagiochila dichotoma
Plagiochila dichotoma là một loài rêu trong họ Plagiochilaceae. Loài này được F. Weber mô tả khoa học đầu tiên.
Danh pháp khoa học của loài này chưa được làm sáng tỏ. 